# 本城村 (鹿児島県)
本城村（ほんじょうむら）は鹿児島県の北部、伊佐郡にあった村。

## 地理
- 河川：川内川

## 歴史
- 1889年（明治22年）4月1日 - 町村制施行により、南浦村、荒田村、川南村、里村、針持村が合併し菱刈郡太良村が成立する。
- 1891年（明治24年）8月8日 - 太良村が分割し、一部（南浦･荒田･川南）が東太良村、残部（里、針持）が西太良村となる[1]。
- 1897年（明治30年）4月1日 - 菱刈郡と北伊佐郡が合併して伊佐郡となる[2]。
- 1925年（大正14年）1月1日 - 本城村に改称
- 1954年（昭和29年）7月15日 - （旧）菱刈町と合併して菱刈町を新設し消滅。